# Betonářská výztuž

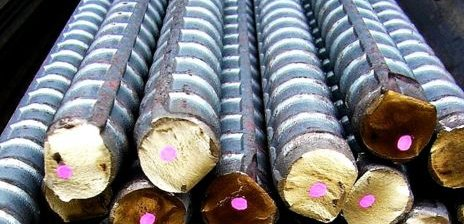
Pruty betonářské výztuže B500

Betonářská výztuž, výztužná vložka, betonářská ocel, měkká výztuž jsou pojmy, se kterými se lze setkat při označení plných, většinou kruhových ocelových tyčí, které se vkládají do betonu za účelem zvýšení jeho únosnosti a snížení deformací, tedy výroby železobetonu. Podmínkou pro vytvoření železobetonu je tzv. soudržnost, která zajistí spolupůsobení mezi výztuží a betonem. Soudržnost je u kruhových výztuží zajištěna mj. výstupky, které jsou tvarované.
Životnost železobetonové konstrukce je mj. ovlivněna hloubkou uložení výztuže pod povrchem, tzv. krycí vrstvou, která chrání ocelové vložky před masivní korozí. Pro snížení rizika vzniku koroze se vložky mohou opatřit povlakem (nátěrem) nebo se mohou použít vložky z korozivzdorné oceli.
Druhů výztuží i betonářských ocelí se používalo za dobu stavění železobetonových konstrukcí nepřeberné množství. Výběr výztuží je ovlivněn nejenom výrobním sortimentem, ale také typem konstrukce, do kterých jsou výztuže zabudovány. Typickým příkladem jsou svařované sítě, tzv. kari sítě, které se používají pro vyztužování deskových nebo stěnových konstrukcí. V dnešní době musí být výztuže používané v České republice v souladu s evropskými normami, stejně jako postupy pro navrhování a provádění železobetonových konstrukcí.
Slangový výraz roxor, v současnosti používaný jako obecné označení všech betonářských výztuží, bylo původně označení pro jeden typ profilu betonářské výztuže používaný od 30. do 50. let 20. století.

## Charakteristika
Pevnost oceli v tahu výztužných vložek dosahuje 300 až 600 MPa, což je několikanásobně vyšší hodnota ve srovnání s betonem, který má pevnost v tlaku řádově v desítkách MPa (speciální betony až 100 MPa) a v tahu v jednotkách MPa.
Pro výztuž se používaly jak oceli s výraznou (nebo vyznačenou) mezí kluzu Re, tzv. měkké oceli ve třídách 10 216, 10 245 nebo 10 335, tak i oceli se smluvní mezí kluzu, např. 10 338, 10 425 a 10 505.
Betonářská výztuž se tvaruje, tedy ohýbá, podle požadavků daných jednak geometrií konstrukce a jednak pro zvýšení únosnosti částí konstrukce, např. ohýbaná smyková výztuž. I z těchto důvodů musí mít ocel dostatečnou tažnost, aby nedošlo při ohýbání ke vzniku makroskopických trhlin. Ohýbání vyžaduje dodržení minimálních normovaných vnitřních poloměrů.
Hlavním požadavkem na tažnost oceli je ale schopnost materiálu – po zplastizování průřezu – odolávat vyššímu nebo stejnému napětí při zvětšujícím se protažení až do meze pevnosti, viz pracovní diagramy.

Velmi často je potřebné svařování betonářských výztuží, a to ať z důvodu pevnostních (náhrada za stykování vložek), konstrukčních (příprava tzv. armokošů, viz dále) nebo z důvodu potřeby elektricky vodivého spoje (ochranné opatření proti korozivnímu působení tzv. bludných proudů). Z toho důvodu je vyžadována i svařitelnost betonářských ocelí. 

## Druhy výztuží a ocelí
| označení třídy oceli                          | značka (název) | mez kluzu Re/Rp0,2 |
| --------------------------------------------- | -------------- | ------------------ |
| 10 300                                        | A-II           | 300 MPa            |
| 10 372                                        | B              | 230 MPa            |
| 10 400B                                       | A-III          | 400 MPa            |
| 10 472                                        | I (ISTEG)      | 400 MPa            |
| 10 492                                        | T (TOROS)      | 400 MPa            |
| 10 512                                        | R (ROXOR)      | 380 MPa            |
| následují výztuže používané podle ČSN 73 1201 |                |                    |
| 10 216                                        | E              | 210 MPa            |
| 10 335                                        | J              | 330 MPa            |
| 10 425                                        | V              | 420 MPa            |
| 10 505                                        | R              | 490 MPa            |

| ocel ČSN EN 10027-2 | značka ČSN EN 10027-1 | mez kluzu Re/Rp0,2 |
| ------------------- | --------------------- | ------------------ |
| 1.0429              | B420B                 | 420 MPa            |
| 1.0438              | B500A                 | 500 MPa            |
| 1.0439              | B500B                 | 500 MPa            |
| 1.0448              | B550A                 | 550 MPa            |
| 1.0449              | B550B                 | 550 MPa            |

### Historie
Podle Návrhu čs. mostního řádu z roku 1923 se používaly tyče ze svářkové nebo plávkové oceli, ve 30. letech minulého století pak za tepla válcované tyče z uhlíkové oceli C37 resp. C38 podle ČSN 1230 z roku 1931 resp. ČSN 1090 z roku 1937 s mezí kluzu Re 230 MPa. Hladké tyče nezajišťovaly soudržnost betonu a výztuže.
Možné řešení nedostatečné soudržnosti představovala první tyč systému ISTEG, která byla spletena ze dvou hladkých tyčí. Firma ISTEG -STEEL Corporation si v roce 1932 nechala patentovat stroje na výrobu této výztuže.
Jméno výztuže TOROS napovídá, že jde o výztuž vyrobenou torzí za studena. Vychází z patentu rakouského inženýra Rudolfa Schmidta z roku 1935, který popisoval výrobu výztuže z tyče kruhového tvaru se dvěma protilehlými žebry.
ROXOR byla výztuž používaná převážně od 30. do 50. let minulého století a vyznačovala se čtyřlístkovým průřezem s příčnými žebry. Tento druh oceli se vyráběl v POLDI Kladno, po zrušení huti Koněv v 80. letech 20. století byla výroba ukončena. V dnešní době se na stavbách již nepoužívá, i když se výztuž takto slangově označuje stále.
Ve Směrnici pro navrhování mostů z roku 1951 je uvedena celá řada výztuží, např. za tepla válcované 10 372 a 10 373 s hladkým povrchem, nebo za studena zkrucované, nesvařitelné ISTEG 10 472 a TOROS 10 492 s mezí kluzu Rp0,2 až 400 MPa nebo svařitelný ROXOR 10 512 nebo 10 513 s mezí kluzu Rp0,2 až 380 MPa, který se používal již od roku 1933. ČSN 73 1201 pracovala s konstrukční výztuží 10 216, s ocelí pro závěsná oka prefabrikátů 11 373, žebírkovými výztužemi za tepla válcovanými 10 335, 10 425, za studena zkrucovanými, nesvařitelnými 10 338 a moderní výztuží za tepla válcovanou bez tepelného zpracování 10 505.0 a termicky zušlechtěnou 10 505.9. Druh výztuží lze rozeznat podle uspořádání žebírek na tyči.

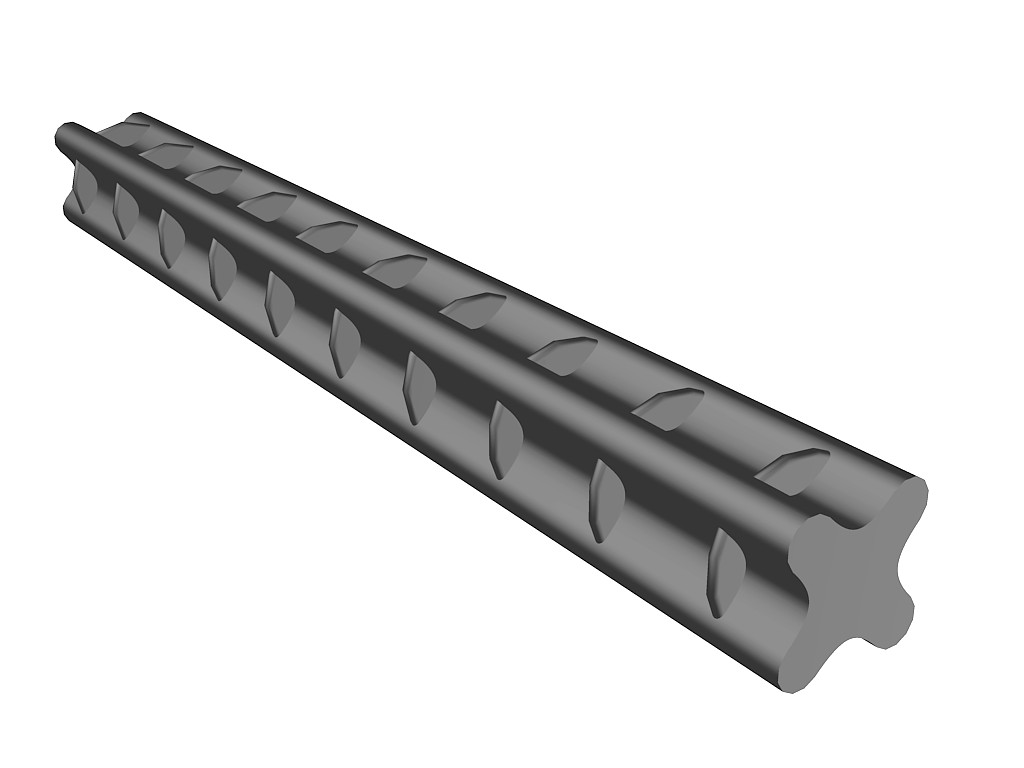
Schematické zobrazení výztuže typu ROXOR

### Současnost
Výše uvedené značky byly v ČR používány do roku 2007. Vydáním normy ČSN 42 0139, která  je v souladu se zavedenou evropskou normou ČSN EN 10080 a nebo tzv. Eurokódy, např. ČSN EN 1992-1-1 nebo ČSN EN 1992-2. byly zavedeny nové značky B500A, B500B a B500C. Norma byla revidována v roce 2011. Normu EN 10080 lze považovat za metodický návod pro stavbu národních norem pro betonářské oceli a zároveň stanoví principy značení (identifikace) výrobce na každé tyči/drátu. Normy řady EN 1992 obsahují pravidla pro navrhování betonových konstrukcí.
Přestože se jedná o klasický stavební prvek, nebyla na EN 10080 vyhlášena harmonizace z důvodu námitek některých států, a to s ohledem na rozdíly v oblasti klimatických podmínek nebo rizika seizmické aktivity. Betonářské oceli jsou řešeny pouze na národní úrovni jednotlivých států. Norma ČSN 42 0139 byla tedy vyhlášena nařízením vlády ČR jako „určená“.
Pokud jde o uvedené značky, je třeba poznamenat, že jsou používány v národních normách v souladu s EN 10027-1, nemusí však představovat shodu ve všech parametrech nebo rozsahu prováděných zkoušek. Doporučuje se proto příslušnou značku vždy uvádět současně s národní normou.
K nově zavedeným značkám je třeba poznamenat, že oproti dosud používané praxi musí betonářské oceli prokázat potřebnou duktilitu. Tato je definována poměrem meze pevnosti v tahu k mezi kluzu a celkovým prodloužením při maximálním zatížení v procentech. Laicky lze výraz duktilita definovat asi takto: duktilita je schopnost materiálu se bez porušení plasticky deformovat. Výztuže jsou většinou dostupné v sortimentu průměrů 8, 10, 12, 14, 16, 20, 25, 28 a 32 mm, výjimečně i v průměrech 6, 18, 22, 36 nebo 40 mm.
Betonářské oceli se dnes označují v souladu s ČSN EN 10027-1 ve tvaru BXXXZ, kde B označuje betonářskou ocel, XXX mez kluzu v MPa a Z duktilitu oceli ve třech volbách, a to A normální, B vysoká a C velmi vysoká. V Česku je standardem pro použití ocel B500B.
Méně často se používají výztuže B400A i B400B, nebo z Rakouska dovážené B550B (BSt 550 podle ÖNORM B4200).
Pro méně náročné konstrukce se používají tzv. svařované sítě nebo svařované rohože. Svařované sítě, známé pod obchodním názvem KARI sítě, se vyráběly z KARI drátů (z německého kaltgerippte, za studena žebírkovaný) průměru 4 až 8 mm (výjimečně až 12 mm), z ocelí s mezí kluzu 500 až 550 MPa, jsou továrně vyráběné, odporově svařované s velikostmi od 50 do 250 mm v šířkách do 3 m a délkách až 8 m (výjimečně až 12 m). Svařovanými rohožemi se nazývají mříže zakázkově vyráběné i v libovolných tvarech. Výhodou těchto předpřipravených mříží je vysoká rychlost pokládky výztuží především deskových konstrukcí, např. základových nebo stropních desek rodinných domů, apod.
Podobně jako sítě jsou na stavbách používány i příhradové nosníky. Pro sítě i nosníky se u prvků, které nejsou namáhány (tzv. distanční prvky nebo vyztužovací dráty), používají tyče hladké nebo tyče s vtisky.
U podzemních liniových staveb, tedy tunelů, se používají příhradové výstroje při výstavbě tzv. primárního ostění stříkaným betonem. Příhradová výstroj je svařena do prostorové příhradoviny ze tří nosných výztužných tyčí a výpletu mezi nimi. Vzájemné spojení žeber se provádí šroubovými spoji.
Kromě výše uvedených výrobků jsou pro betonové konstrukce rovněž používány:
- lana pro předpínací výztuž
- rozptýlená výztuž (drátkobeton)

## Statické působení

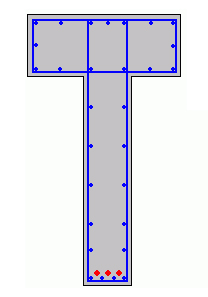
Schéma výztuže trámu v příčném řezu

Z hlediska statického působení je betonářská výztuž nezbytným elementem při výstavbě železobetonových konstrukcí. Beton sám o sobě dokáže přenést jen velmi malé tahové síly nebo žádné, proto je nutné při tahovém nebo ohybovém namáhání přenést tahové složky sil jiným konstrukčním prvkem, tedy ocelovou výztuží. Při ohybovém namáhání je železobetonový průřez částečně namáhán tlakem, který přenáší beton, a částečně tahem, který přenáší výztuž. Předpokládá se, že tahové namáhání způsobí takové deformace tažené části betonového průřezu, že dojde ke vzniknu mikrotrhlinek o velikosti řádově do 1 mm. Vznik trhlinek v betonu indikuje, že beton již v tahu nepůsobí a veškerou tahovou složku přebírá právě výztuž.
Spolupůsobení mezi betonem a výztuží (tj. aby se výztuž nevytrhla z betonu) je dáno mechanickým spojením, tzv. soudržností. Povrch ocelových tyčí není dokonale hladký, ale je hrubý s množstvím důlků a nerovností. Cementová směs je schopna do těchto nerovností zatéct a po zatvrdnutí betonu tak vytvoří množství mikroskopických smykových zarážek. Pro zvýšení soudržnosti se tyče opatřují výstupky, tzv. žebry. Mírný stupeň zarezivění povrchu betonářské oceli také není na závadu, protože koroze na povrchu je tvořena oxidy železa, které zvětšují morfologii povrchu, a tím zvětšují i soudržnost. Korozní produkty však nesmí být takového rozsahu, že se budou z povrchu odlupovat a odpadávat.
Při potřebě většího množství ocelové výztuže v dané části konstrukce se ocelové kruhové tyče nahrazují ocelovými za tepla válcovanými tvarovými tyčemi, např. I, IPE, U, HEB, apod.
Kromě ocelových výztuží se pro některé aplikace beton vyztužuje drátky resp. vlákny, pak se hovoří o tzv. drátkobetonu resp. vláknobetonu (např. sklobeton).
Pro zvýšení tahové únosnosti betonových konstrukcí se kromě betonářské výztuže, navrhují i předpínací lana a kabely (pro tzv. předpjatý beton), které ale fungují za odlišných předpokladů.

## Použití

### Ukládání výztuže (armování)
Výztuž se používá jako součást železobetonových a předpjatých betonových konstrukcí pozemních staveb (např. budovy, apod.), mostních a inženýrských konstrukcí (např. zásobníky, sila, apod.), vodohospodářských staveb (např. přehrad, hrází, ale i propustků) a tunelů a jiných podzemních děl.
Pro usnadnění práce při armování se výztuže připravují v armovnách a na stavbu dodávají buď ve svazcích nebo v tzv. armokoších.
Pro zajištění jednak soudržnosti betonu s výztuží a jednak k ochránění výztuží před korozí se výztuž vždy ukládá do bednění tak, aby byla od vnějšího povrchu betonu vzdálena na nějakou minimální hodnotu. Tato vzdálenost, kterou tedy vyplňuje beton, se nazývá krycí vrstvou a její velikost závisí na účelu stavební konstrukce a agresivitě prostředí v němž se konstrukce bude nacházet po celou dobu své životnosti. Minimální tloušťka krycí vrstvy by neměla být menší než 20 mm nebo průměr přiléhající výztuže u konstrukcí v interiérech (např. stropů, sloupů v budovách). Pro konstrukce ukládané do zemin jako jsou základy a piloty se požaduje krycí vrstva větší a může dosahovat 50 až 75 mm.
V nutných případech se používají betonářské výztuže i z korozivzdorných ocelí nebo opatřené organickými povlaky (nátěrové hmoty, převážně na epoxidové bázi) nebo kovovými povlaky (žárové zinkování ponorem). Důvodem je snížení rizika vzniku koroze výztuže po degradaci krycí vrstvy betonu v agresivním korozivním prostředí. Zkorodovaná výztuž totiž snižuje únosnost a konstrukce může v extrémním případě zkolabovat.
Protože se betonářské výztuže vyrábějí v omezených délkách, většinou do 12 m, a v rozměrných konstrukcích (např. mostech, opěrných zdech, apod.) jsou nutné delší výztuže, potom se kratší výztuže vzájemně spojují tzv. stykováním buď přesahem nebo svařováním. Stykování přesahem se provádí položením dvou výztuží k sobě v určité délce, na které se předpokládá, že dojde k zaručenému přenosu sil z jedné tyče do druhé soudržností v betonu (pro názornou ukázku viz obrázek válcového armokoše vpravo nahoře). Při svařování výztuží v armovnách se většinou používá odporové svařování a na stavbě ruční obloukové svařování. Stykování se provádí i pro tvarované výztuže kratších délek, které by se v celku na stavbu obtížně dopravovaly a ukládaly do bednění.
Při ukládání výztuže do bednění se používají tzv. distanční vložky, které vymezují požadovanou krycí vrstvu. Vložky po vybetonování zůstanou v konstrukci. Kromě bodových distancí se lze setkat i s liniovými distančními vložkami. Vyrábějí se z materiálů na bázi cementu, ale i plastové, různých tvarů a profilů.

### Další využití
Betonářskou výztuž lze alternativně použít také jako kotevní tyč se závitem vlepenou do předvrtaného kanálku, tzv. chemická kotva.